# Classificação da Biblioteca do Congresso: Classe B, subclasse BM - Judaísmo
Subclasse BM: Judaísmo é uma classificação usada pelo sistema de Classificação da Biblioteca do Congresso  em Classe B - Filosofia, Psicologia, Religião. Este artigo descreve subclasse BM.

## Sumário
1-990..........Judaísmo
1-449..........Geral
70-135..........Estudo e ensino
150-449..........História
201-449..........Por região ou país
480-488.8..........Literatura judaica pré-talmúdica (não-bíblica)
495-532..........Fontes de religião judaica. literatura rabínica
497-509..........Literatura talmúdica
497-497.8..........Mishnah
498-498.8..........Talmud Palestino
499-504.7..........Talmude Babilônico
507-507.5..........Baraita
508-508.5..........Tosefta
510-518..........Midrash
520-523.7..........Halachá
525-526..........Cabala
529..........Tradição judaica
534-538..........Relação do judaísmo para os campos especiais
534-536..........Religiões
545-582..........Princípios do judaísmo (Geral)
585-585.4..........Obras polêmicas contra os judeus
590-591..........Obras judaicas contra o Cristianismo e o Islão
600-645..........Judaísmo dogmático
646..........Heresia, heresias
648..........Apologética
650-747..........Judaísmo prático
651-652.7..........Sacerdotes, rabinos, etc.
653-653.7..........Congregações. Sinagogas
654-655.6..........O tabernáculo. O templo
656-657..........Formas de culto
660-679..........Liturgia e ritual
690-695..........Festas e jejuns
700-720..........Ritos e costumes
723-729..........Modo de vida judaico. Vida espiritual. Misticismo. A religião pessoal. A teologia moral
730-747..........Pregação. Homilética
750-755..........Biografia
900-990..........Samaritanos